# Líban al Festival de la Cançó d'Eurovisió
El Líban mai no ha participat en el Festival de la Cançó d'Eurovisió. Télé Liban, la cadena membre d'Eurovisió del país, faria el seu debut al Festival d'Eurovisió 2005 amb la cançó Quand tout s'enfuit (en català: Quan tot s'escapa) d'Aline Lahoud, però va ser forçada a retirar-se després d'anunciar que per motius legals no podia emetre la participació israeliana de Shiri Maimon. Al Líban, està prohibit emetre contingut israelià en televisió.

## Elecció interna
El 21 d'octubre de 2004, Ibrahim El Khoury, director general de Télé iban, va anunciar que el Líban participaria per primera vegada al Festival de la Cançó d'Eurovisió 2005, celebrat a Kíev, Ucraïna. El 3 de novembre, Aline Lahoud va ser triada internament per la cadena per representar el país amb el tema "Quand tout s'enfuit", interpretat en l'antiga llengua colonial, el francès, i escrit per Jad Rahbani i Romeo Lahoud (oncle d'Aline), la qual va ser escollida a mitjan febrer de 2005. Lahoud havia de presentar-se en la semifinal del certamen, que es va celebrar el 19 de maig.

## Retirada
El 15 de desembre de 2004, Télé Liban anunciava la seva retirada del certamen a causa de dificultats econòmiques, negant que fos per problemes diplomàtics amb Israel. No obstant això, cinc dies després, la Unió Europea de Radiodifusió (UER) va aconseguir un acord amb la cadena i el país va ser inscrit en la llista oficial de participants.
A inicis del març de 2005, el web libanès del Festival d'Eurovisió va ometre l'entrada israeliana com a participant, en compliment de la legislació local. Quan la UER va exigir a Télé Liban resoldre l'assumpte en 24 hores sota amenaça d'eliminació, el lloc va optar per eliminar tota la informació sobre els participants i reemplaçar-la amb un enllaç a Eurovision.tv, el lloc oficial del festival. D'aquesta manera, es complien les normes d'Eurovisió que prohibien discriminar a un participant i, al mateix temps, es complia la prohibició local de mostrar contingut israelià (només es mostrava un enllaç a una web radicada a Suïssa).
Posteriorment, la UER va demanar a Télé Liban que li assegurés que emetria el certamen íntegrament (com arrepleguen les normes del concurs). Això incloïa, per descomptat, la participació israeliana. La cadena libanesa va respondre que per imperatiu legal no podia garantir l'emissió de la cançó israeliana, per la qual cosa el 18 de març de 2005, Télé-Liban va anunciar la seva retirada del certamen. La legislació libanesa prohibeix mostrar contingut relacionat amb Israel per televisió, anunci que va replicar Télé Liban a través de la seva pàgina web. A causa que la televisora havia optat per retirar-se tres mesos després del termini establert per Eurovisió, Télé Liban va ser finalment sancionada, de manera que va perdre la seva quota de participació per al certamen i va ser vetada del festival per un període de tres anys.

## Participacions
Llegenda
| Any                                   | Seu  | Artista      | Cançó                 | Final   | Punts   | Semifinal | Punts   |
| ------------------------------------- | ---- | ------------ | --------------------- | ------- | ------- | --------- | ------- |
| 2005                                  | Kíev | Aline Lahoud | «Quand tout s'enfuit» | Retirat | Retirat | Retirat   | Retirat |
| No hi va participar entre 2006 i 2025 |      |              |                       |         |         |           |         |